# タルソスのハグノン
ハグノン（希：Ἅγνων、ラテン文字転記：Hagnon）はタルソスの哲学者・修辞学者であり、カルネアデスの弟子である。
ハグノンについては断片的な情報しか残されていない。クインティリアヌスによればハグノンは弁論術を批判する書物を著し、弁論術は技術ではないと論じた。アテナイオスはハグノンを典拠として「スパルタでは、結婚前の娘たちは美少年のように見られるのが習いだった」と述べている。また、プルタルコスはハグノンを典拠として飼育係によるエサの着服を見破った象の話を紹介している。

## 註
1. ↑  クインティリアヌス, II. 17. 15
2. ↑  アテナイオス, XIII. 602e
3. ↑  プルタルコス, 「陸の動物も海の動物も利口であること」, 12